# Gasthuis Groningen
Het Gasthuis Groningen is een hospice aan de Eendrachtskade in de stad Groningen.

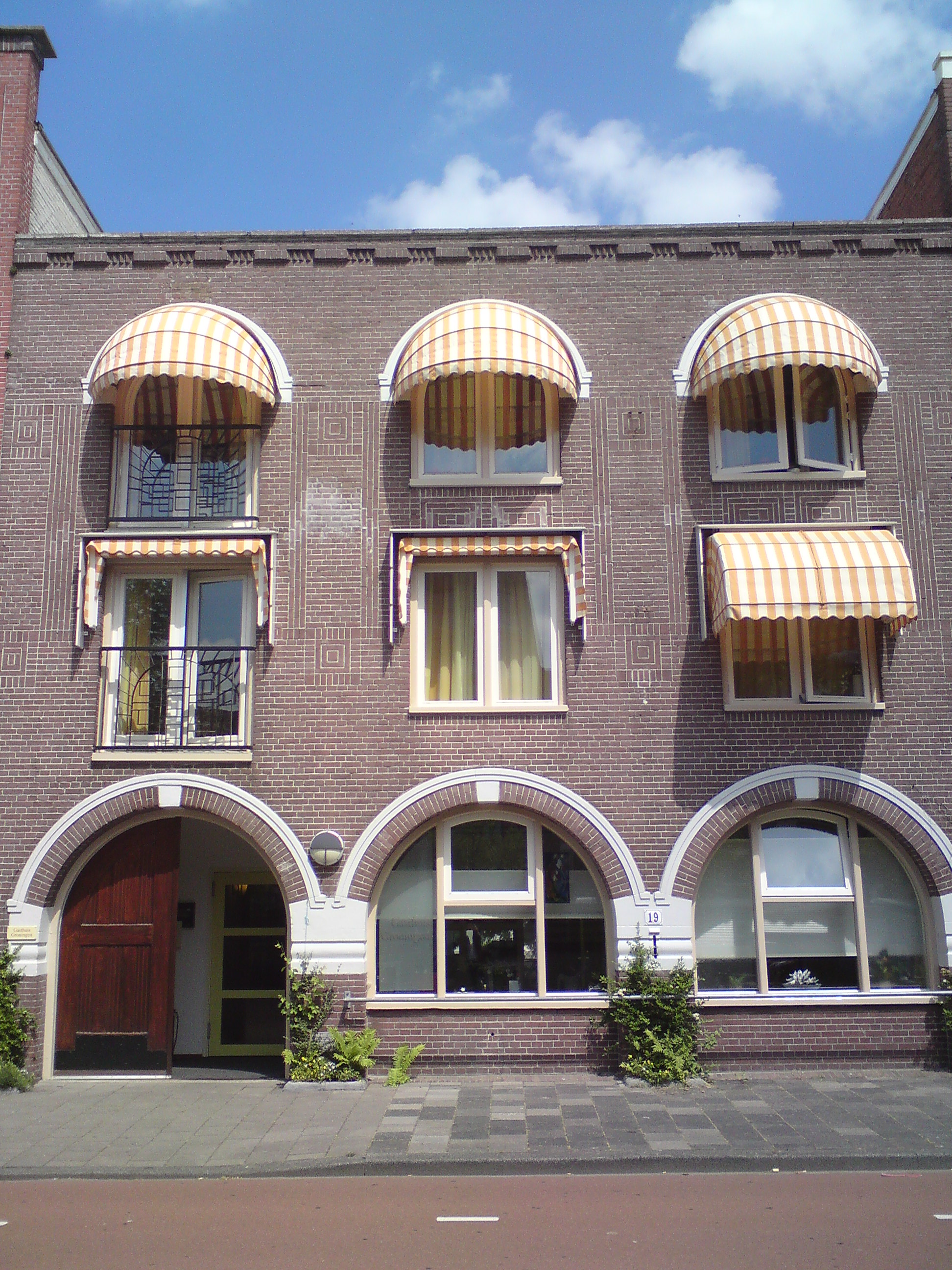
Het pand van het Gasthuis Groningen aan de Eendrachtskade

Het gasthuis is een initiatief van Humanitas (afdeling Groningen) en opende zijn deuren in januari 1990. Het aantal gasten bedraagt gemiddeld 40 per jaar. Het hospice is een vrijwilligersproject. De medische begeleiding wordt gedaan door de eigen huisarts van de patiënt. Er zijn ruim 120 vrijwilligers actief betrokken bij het werk van het hospice. De exploitatiekosten worden voor de helft door de patiënten betaald in de vorm van een eigen bijdrage, de andere helft komt van donateurs.
Het Gasthuis Groningen is aangesloten bij de VPTZ, de overkoepelende landelijke organisatie van terminale zorg.